# Erland Herkenrath
Erland Herkenrath (Zürich, 24 de setembro de 1912 - Weggis, 17 de julho de 2003) foi um handebolista de campo suíço, medalhista olímpico.
Fez parte do elenco do bronze olímpico de handebol de campo nas Olimpíadas de Berlim de 1936.